# Гравес-Тизинс (Порденоне)
Гравес-Тизинс је насеље у Италији у округу Порденоне, региону Фурланија-Јулијска крајина.
Према процени из 2011. у насељу је живело 48 становника. Насеље се налази на надморској висини од 197 м.